# Savonia de Nord
Savonia de Nord (finlandeză Pohjois-Savon maakunta, suedeză Norra Savolax landskap) este una dintre cele 20 regiuni ale Finlandei. Capitala sa este orașul Kuopio.

## Comune
Savonia de Nord are în componență 19 comune:
| - Iisalmi - Juankoski - Kaavi - Keitele - Kiuruvesi - Kuopio - Lapinlahti | - Leppävirta - Pielavesi - Rautalampi - Rautavaara - Siilinjärvi - Sonkajärvi | - Suonenjoki - Tervo - Tuusniemi - Varkaus - Vesanto - Vieremä |

1. ↑   (PDF) https://www.maanmittauslaitos.fi/sites/maanmittauslaitos.fi/files/attachments/2021/01/Vuoden_2021_pinta-alatilasto_kunnat_maakunnat.pdf Lipsește sau este vid: |title= (ajutor)